# Le Cheval et l'Enfant (film, 1978)
Pour les articles homonymes, voir Le Cheval et l'Enfant.
Pour plus de détails, voir Fiche technique et Distribution.
Le Cheval et l'Enfant (Gli ultimi angeli) est un film d'aventures italien réalisé par Enzo Doria, sorti en 1978.

## Synopsis
Elisabeth et Massimo vivent séparément depuis deux ans et décident d'affirmer leur indépendance en divorçant. La personne qui souffre le plus de cette situation est leur fils Marco, qui vit normalement avec son père dans une belle mais solitaire maison de campagne. La seule satisfaction de Marco est de monter son cheval Socrates à la campagne, mais Massimo envoie le cheval à son beau-père en Sicile lorsque, fatigué de la solitude, il décide de tout vendre et de déménager en ville. C'est alors que Marco décide de s'enfuir et prétend avoir été enlevé pour attirer l'attention de ses parents. Son voyage vers la Sicile, où vit son grand-père maternel près de Raguse, est plein d'aventures, mais le garçon finit par parvenir à ses fins, grâce à l'aide d'une jeune fille et de Rocco, un garçon des rues napolitain, avec lequel il se lie d'amitié. Rocco se retrouve sous une voiture, et cet accident, ainsi que les péripéties de la fuite de Marco, réunissent ses parents horrifiés. Ils se précipitent chez son grand-père sage, qui entre-temps a réussi à convaincre son petit-fils que la vie est belle après tout, malgré toutes les difficultés. 

## Fiche technique
- Titre original italien : Gli ultimi angeli ou L'avventurosa fuga[1]
- Titre français : Le Cheval et l'Enfant[2]
- Réalisateur : Enzo Doria
- Scénario : Enzo Doria, Manrico Melchiorre, Maria Teresa Rienzi
- Photographie : Mario Masini (it)
- Montage : Angelo Curi
- Musique : Stelvio Cipriani
- Décors et costumes : Gisella Longo, Ivana Manni
- Production : Enzo Doria
- Société de production : T.R.A.C. - Torino Roma Attività Cinematografiche
- Société de distribution : Capitol International
- Pays de production :  Italie
- Langue originale : italien
- Format : Couleurs - Son mono - 35 mm
- Durée : 97 minutes
- Genre : Aventures animalières
- Dates de sortie :
  - Italie : 5 mai 1978
  - France : 31 mars 1978

## Distribution
- Nathalie Delon : Elisabeth
- Philippe Leroy : Massimo
- Alessandro Doria : Marco
- Flavio Colombaioni : Rocco
- Arthur Kennedy : Le grand-père
- Fausta Avelli (it)
- Leda Negroni
- Fabrizio Forte (it)
- Giovanna Petrucci
- Attilio Cucari
- Daniela Morelli (it)
- Vincenzo Ferro (it)

## Production
Le film a été produit en Italie par T.R.A.C., Torino Roma Attività Cinematografiche.
Il met en vedette les enfants acteurs Alessandro Doria, Fausta Avelli et Flavio Colombaioni (qui étaient également présents dans d'autres films italiens de ces années-là), ainsi que des acteurs connus comme Nathalie Delon, Philippe Leroy et Arthur Kennedy. Parmi les interprètes figure également le jeune Fabrizio Forte, qui s'était distingué l'année précédente dans Padre padrone (1977) de Paolo et Vittorio Taviani. 